# Langebaan
Langebaan ist ein Ort an einer Bucht der Atlantikküste. Er liegt in der Lokalgemeinde Saldanha Bay, im Distrikt West Coast der südafrikanischen Provinz Western Cape.
Der Ortsname bedeutet etwa „langer Weg“ oder „lange Strecke“ und bezieht sich dabei auf die langgestreckte und streifenförmige Strandlandschaft.

## Geographie
Langebaan befindet sich in der südafrikanischen Küstenregion des Atlantiks zwischen Saldanha und Yzerfontein. Die Ortslage erstreckt sich entlang der Ostküste der Saldanha-Bucht und der sich in Richtung Süden küstenparallel anschließenden Langebaan-Lagune. Langebaan ist etwa 120 Kilometer von Kapstadt in nördliche Richtung entfernt. Die zwischen Vredenburg und Langebaan auftretenden Granitfelsen (Cape Granite) des frühpaläozoischen Grundgebirges zeichnen sich in der Landschaft mit teils bizarren Formen markant ab. Die Umgebung des Ortes zählt zu den niederschlagsarmen Gebieten an der Atlantikküste.
In der Lagune unmittelbar vor dem Ort befindet sich die Insel Skaapeiland und weiter seewärts die Langebaan-Halbinsel. Beide sind Teil eines Naturschutzgebiets.
Gemäß der Volkszählung 2011 hatte der Ort 8297 Einwohner in 2930 Haushalten.

## Geschichte
Die älteste nachweisbare indigene Bevölkerung in dieser Region waren Gruppen der Khoikhoi. Frühe europäische Seefahrer entdeckten das Gebiet im Jahre 1601. Der Holländer Jan van Riebeeck veranlasste 1662 eine Expedition in die Region zur Auffindung von Trinkwasserquellen, die hier jedoch nicht erfolgreich war. Später hielten sich in der Gegend Piraten und Soldaten auf. Engländer, Franzosen, Holländer und Portugiesen weilten zu unterschiedlichen Zeiten in der Gegend, die noch heute einen ländlichen, in Teilen sogar unberührten Charakter besitzt. Walfänger und Guanosammler errichteten an den Stränden der Lagune ihre Niederlassungen und Schafherden grasten auf den nahen Inseln. Der Mangel an natürlichen Trinkwasservorkommen bewirkte, dass sich die eigentlich nautisch günstig gelegene Bucht nicht zu einem frühen Hafenort der europäischen Einwanderung mit größerer Ansiedlung entwickeln konnte. Diese Situation begünstigte dagegen die Nutzung der Tafelbucht als wichtigen Anlaufpunkt der Seefahrt und damit die Entstehung von Kapstadt als späteres Zentrum in der Kapregion.
Der Küstenort wurde etwa 1870 gegründet und entwickelte sich zu einer wichtigen Fischersiedlung und später auch zu einem beliebten Urlaubsziel.

## Verkehr und Wirtschaft
Die Ortschaft ist auf dem Landweg aus Richtung Kapstadt über eine von der Regionalstraße R27 abzweigende Landstraße (Langebaan Road) oder aus Richtung Saldanha von der R45 durch eine küstennahe Verbindungsstraße zwischen beiden Orten zu erreichen. Eine direkte Eisenbahnanbindung besteht nicht, jedoch verfügt der Nachbarort Saldanha über einen Bahnhof an einer dort endenden Strecke. An derselben Strecke befindet sich ein Bahnhof am Militärflughafen AFB Langebaanweg in fast gleicher Entfernung.
Auf dem Seeweg ist Langebaan über die Saldanha-Bucht erreichbar, wo im Nordteil des Ortes ein Jachthafen die Anlandung ermöglicht. Hier befindet sich die Atlantic Yachting Sailing School, ein akkreditiertes Mitglied der Royal Yachting Association. Weitere touristische Wassersportangebote sind Angeln, Wasserski und Tauchen.
Der maßgebliche Erwerbssektor im Ort ist die Tourismuswirtschaft mit vielseitigen Ausprägungen. Die für den Wassersport attraktive Bucht, die Landschaften des nahen West Coast National Park oder der bei Langebaanweg gelegene West Coast Fossil Park nehmen innerhalb des Freizeitsektors der Provinz und darüber hinaus eine bedeutende wirtschaftliche Stellung ein.

## Militär
In Langebaan befindet sich seit 1978 der Standort des 4 Special Forces Regiment der SANDF. Die Einheit besteht aus drei Einsatzkommandos (Kompanien) sowie der Special Forces Amphibious and Urban School.

## Sehenswürdigkeiten
Der südliche Abschnitt des Gemeindegebietes grenzt mit seiner Küstenlinie in der Langebaan-Bucht an den etwa 6000 Hektar großen West Coast National Park (früher der Langebaan National Park). Das ist ein Naturschutzgebiet, das die gesamte Bucht einschließlich der Halbinsel und einige Quadratkilometer im Festlandbereich umfasst. Die küstennahen Feuchtgebiete sind ein sensibler Lebensraum mit Salzmarschen und gehen teilweise landeinwärts in Dünenfelder über. Der geschützte Bereich ist ein wichtiger Rückzugsraum für Fischarten und biotische Gemeinschaften der Küstenzone. Für Vogelbeobachtungen gibt es in diesem Ramsargebiet einige ausgewiesene Punkte. Hier befindet sich das größte Brutgebiet für Möwen in Südafrika. Südöstlich von Langebaan und nah zur Küste der gleichnamigen Bucht erstreckt sich die Erhebung Seeberg, die zu den touristischen Aussichtspunkten in der Umgebung des Ortes zählt.
Im Jahre 1995 entdeckte David Roberts vom Council for Geoscience in pleistozänen Sandablagerungen an der Kraalbaai auf der Langebaan-Halbinsel menschliche Fußspuren, die mit 117.000 Jahren zu den ältesten Zeugnissen dieser Art gehören. Sie haben als „Footprints of Eve“ (deutsch: Evas Fußabdrücke) international Bekanntheit erlangt. Unweit des Fundortes im Geelbek Visitor Centre befindet sich eine Kopie dieses fossilen anthropologischen Zeugnisses. Das Original wurde zum Schutz in das Iziko South African Museum überstellt.

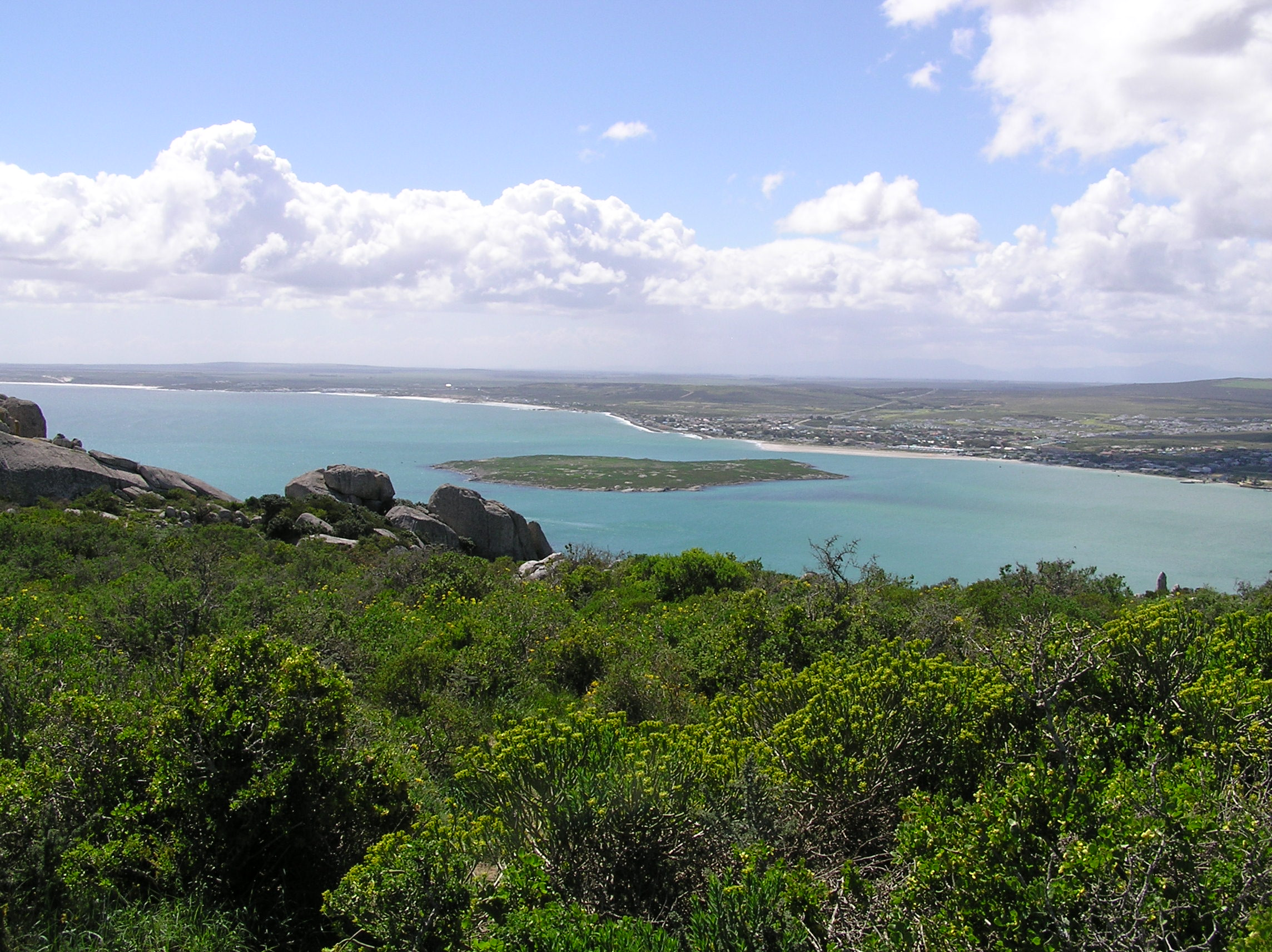
Blick vom Postberg auf der Halbinsel zur Insel Skaapeiland und dem Ort Langebaan
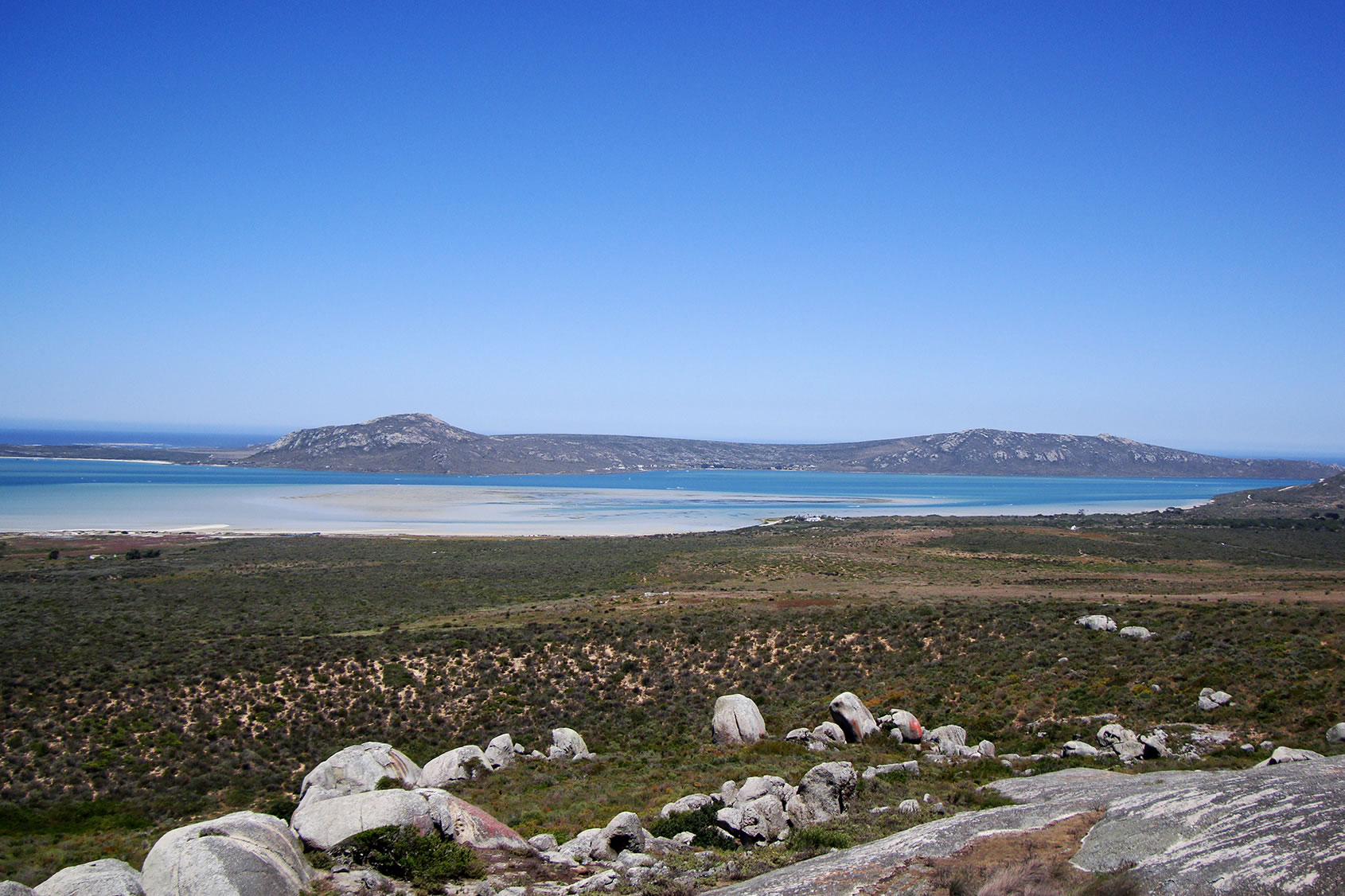
Blick auf die Langebaan-Bucht
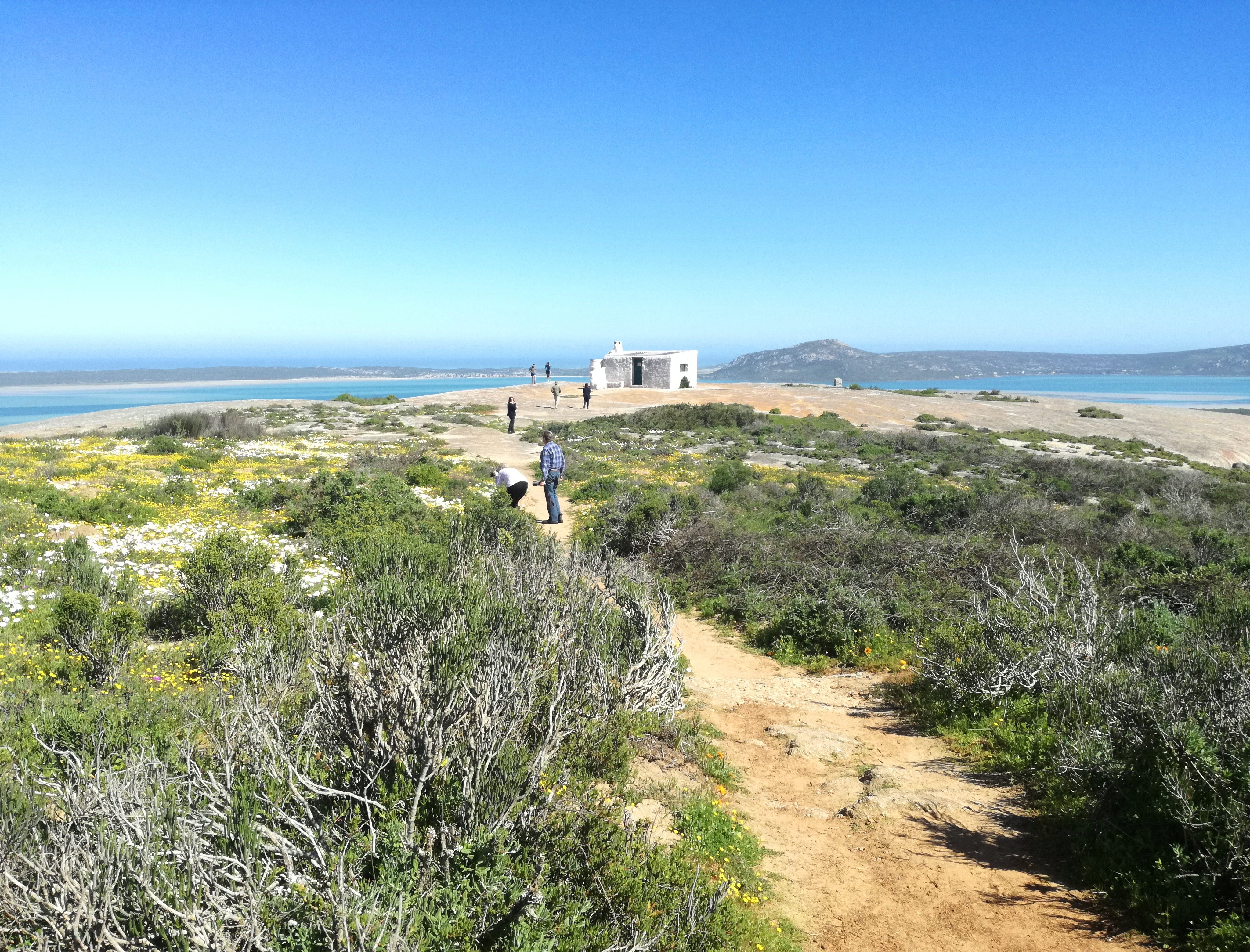
Blick vom Seeberg zur Lagune
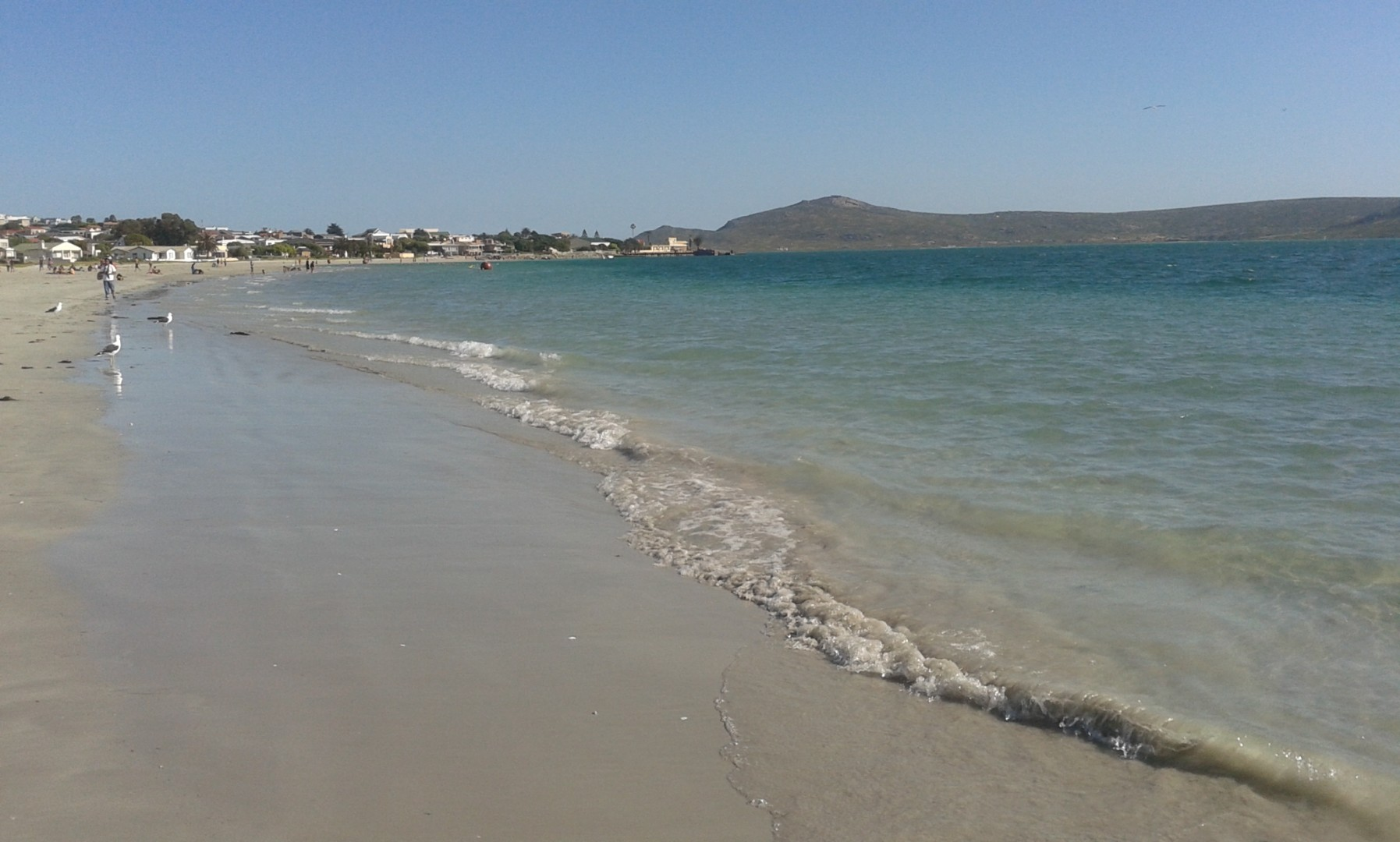
Strand in Langebaan
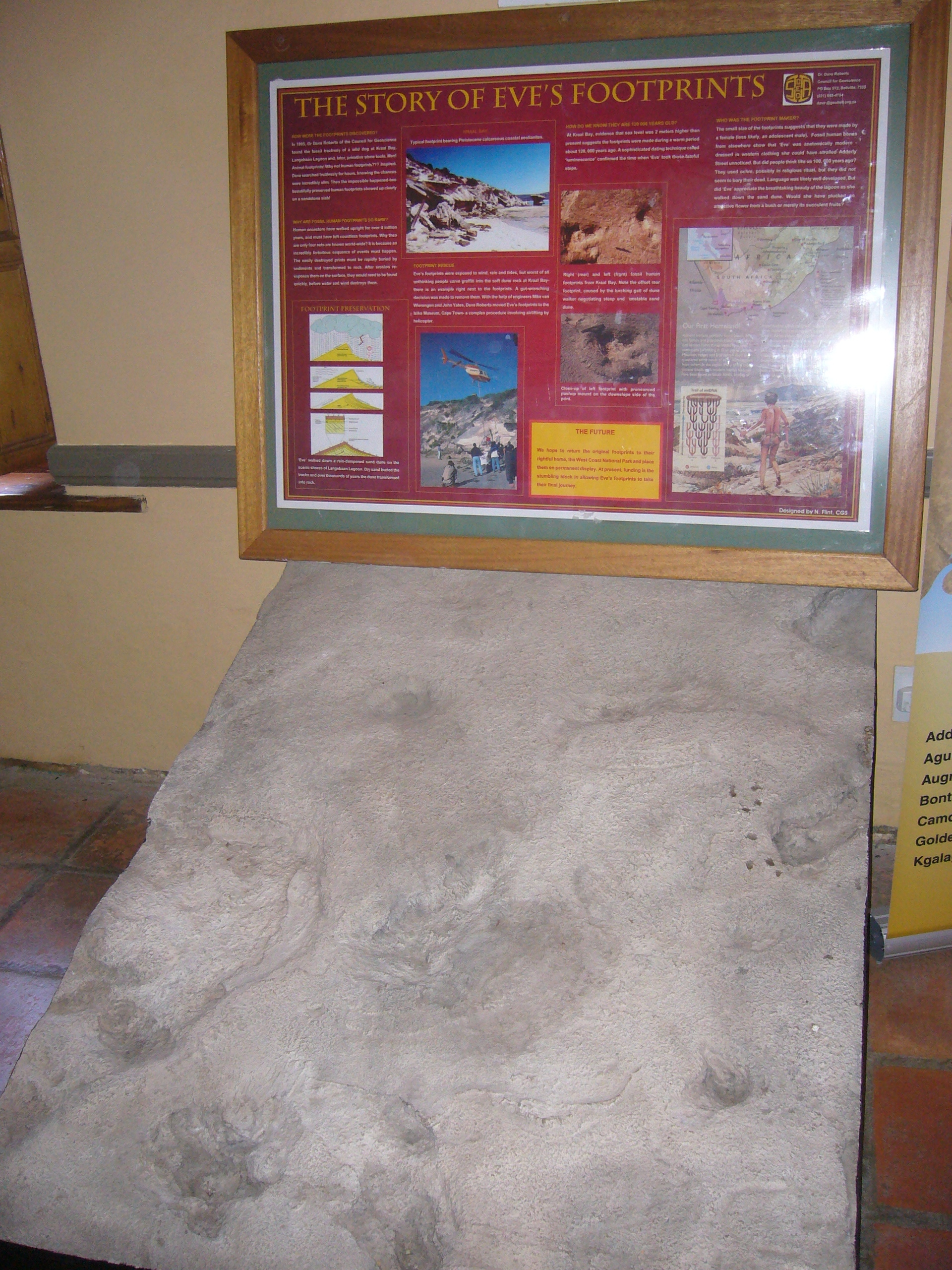
Kopie von „Evas Fußabdrücke“ im Geelbek Visitor Centre